# Posener Annalen

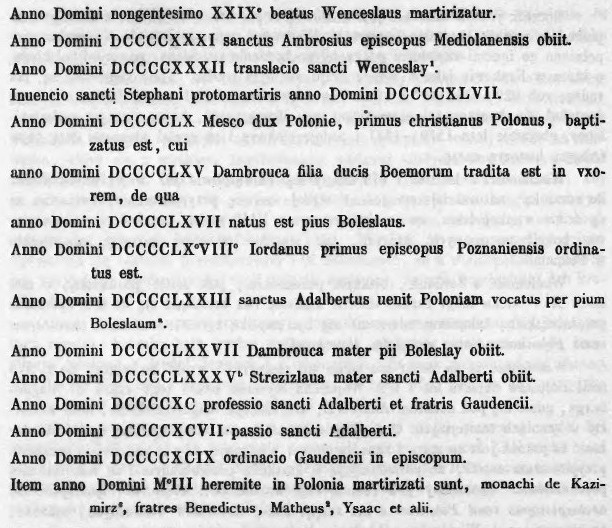
Posener Annalen (929–1003)

Die Posener Annalen (ältere Ausgabe, lateinisch Annales Posnanienses I) sind Aufzeichnungen zur Geschichte des Bistums Posen aus dem 14. Jahrhundert. Sie gehören zu den wichtigsten mittelalterlichen Chroniken zur polnischen Geschichte.
Die Annalen enthalten Nachrichten zu den Jahren 929 bis 1079, 1279 bis 1288 und 1339 bis 1341. Ihr Verfasser ist unbekannt, er kam aber wahrscheinlich aus dem Domstift Posen.
Die Annalen enthalten einige Informationen, die in anderen Chroniken nicht erwähnt wurden.
Älteste Nachrichten
- 960 Mieszko lässt sich taufen
- 965 Dobrawa wird Ehefrau Mieszkos
- 967 Bolesław I. wird geboren
- 968 Jordanes wird zum ersten Bischof geweiht
- 973 Adalbert kommt nach Polen
- 977 Dobrawa stirbt

## Ausgaben
- Annales Posnaniensis, in: Max Perlbach (ed.): Ex Rerum Polonicarum Scriptoribus Saec. XII. Et XIII, Societas Aperiendis Fontibus Rerum Germanicarum Medii Aevi, Hannover 1892, Monumenta Germaniae Historica, Bd. XXIX, S. 469–470 online (lateinisch)
- Rocznik poznański I (starszy) 928-1341, in: Gerard Labuda (ed.): Roczniki wielkopolskie, Warszawa, 1962 (Monumenta Poloniae Historica, seria II, Tom VI), S. 127–134 (lateinisch, polnisch)